# Người trong bao
Người trong bao (Tiếng Nga: Человек в футляре, Phiên âm: Chelovek v futlyare) là một trong những truyện ngắn xuất sắc nhất của nhà văn người Nga Anton Chekhov được sáng tác vào năm 1898. Với tác phẩm Người trong bao, Chekhov đã phê phán lối sống hèn nhát, bạc nhược, bảo thủ và ích kỉ của một bộ phận trí thức Nga cuối thế kỉ XIX. Từ đó nhà văn cũng muốn thức tỉnh mọi người: “Không thể sống mãi như thế được”.

## Hoàn cảnh ra đời
Truyện ngắn Người trong bao ra đời vào năm 1898, khi Chekhov đang dưỡng bệnh tại thành phố Yalta, trên bán đảo Krym, biển Đen. Lúc bấy giờ hoàn cảnh xã hội Nga dưới chế độ Nga hoàng Nikolai II đang khủng hoảng và bế tắc, ngạt thở trong bầu không khí chuyên chế nặng nề cuối thế kỉ XIX. Môi trường xã hội đã đẻ ra lắm kiểu người kỳ quái như Belikov.

## Cốt truyện
Truyện ngắn Người trong bao được bắt đầu bằng việc bác sĩ Ivan Ivanovich và giáo viên trung học Burkin đi săn về quá muộn đành phải nghỉ đêm tại nhà kho của ông trưởng xóm ở cuối làng Myrosiskoye. Tại đây, Burkin đã kể cho bác sĩ Ivan câu chuyện của Belikov. Belikov là một giáo viên dạy tiếng Hy Lạp. Đây là một con người kỳ lạ. Dù thời tiết có như thế nào, Belikov đều "đi giày cao su, cầm ô và nhất thiết là mặc áo bành tô ấm cốt bông". Mọi vật dụng của Belikov cũng được để trong bao. Hầu như không ai có thể nhìn thấy mặt ông ta vì lúc nào ông ta cũng "đeo kính râm, mặc áo bông chần, lỗ tai nhét bông, và khi ngồi xe ngựa thì bao giờ cũng cho kéo mui lên". Belikov cũng khá kín đáo vì "cả ý nghĩ của mình, Belikov cũng cố giấu vào bao". Cả buồng ngủ của ông giáo viên này cũng ngột ngạt vì kín như hộp. Lúc nào, ông ta cũng trùm chăn kín đầu. Câu nói quen thuộc của ông ta đó là: "Nhỡ xảy ra chuyện gì thì sao?". Sống với một con người như thế, ai cũng phải sợ, vì mỗi khi làm việc gì, việc đó lại gây phiền cho con người kỳ lạ đó.
Và rồi, hai chị em Varenka và Mikhayl Kovalenko xuất hiện. Kovalenko là một thầy giáo vừa mới chuyển về ngôi trường mà Belikov đang làm việc. Belikov có tình cảm với người chị gái, Varenka. Ý nghĩ lấy vợ choán lấy tâm trí của ông giáo viên kia, nhưng ông ta cứ sợ này sợ nọ. Và rồi tình cảm đó cũng nhanh chóng qua đi. Belikov đã nhìn thấy hai chị em kia đi xe đạp, điều mà Belikov cho là khủng khiếp. Ông ta đến nhà của họ, nhưng chỉ gặp Kovalenko vì Varenka đã đi vắng và chỉ trích rất nhiều về việc đó. Kovalenko cũng không phải vừa, tạo nên một cuộc tranh cãi gay gắt. Cuối cùng, Kovalenko túm lấy cổ áo của Belikov, xô ông ta xuống cầu thang, làm ông ta ngã đau điếng. Tất cả, kể cả chuyện yêu đương, chấm hết bằng điệu cười khoái chí của Varenka. Belikov trở về nhà mà không đi bệnh viện, một tháng sau thì chết.
Sau khi kể câu chuyện đó, Burkin bước ra khỏi nhà. Bác sĩ Ivan, sau khi nghe câu chuyện của Belikov, đã trầm ngâm suy nghĩ về xã hội Nga cuối thế kỷ XIX. Ông đã đi kết luận: "Không thể sống mãi như thế được!".

## Nội dung
Chekhov đã sử dụng hình ảnh Belikov để phê phán một bộ phận trí thức Nga hèn nhát, bảo thủ, nhu nhược và ích kỷ. Qua câu chuyện của Belikov, Chekhov đã nhắc nhở rằng, Belikov là sản phẩm của một chế độ Nga hoàng ngột ngạt, bức bách, cần có thay đổi. Qua đó, ông thức tỉnh mọi người Nga cuối thế kỷ XIX - đầu thế kỷ XX rằng: "Không thể sống mãi như thế được!".

## Nghệ thuật
Belikov thực sự là một hình tượng nhân vật độc đáo không chỉ với văn học Nga mà còn với văn học thế giới. Đây là một nhân vật điển hình, khác biệt, không giống với khuôn mẫu của bất kỳ nhân vật nào khác. Qua hình tượng ấy, Chekhov đã kể một câu chuyện với một giọng mỉa mai, châm biếm, nhưng cũng u buồn, mặc dù ai đọc truyện ngắn cũng sẽ tưởng rằng câu chuyện này được kể bởi Burkin. Đó là hình thức truyện lồng trong chuyện độc đáo.

## Đánh giá và ảnh hưởng
Các quan điểm phê bình đương thời về câu chuyện đã chia ra thành nhiều quan điểm. Giới báo chí nói chung đã phản ứng tiêu cực, thậm chí còn cả một bài phê bình gay gắt (có tiêu đề "Some Things on Chekhov and his Cases") đến từ K. Medvedsky. Trong khi đó Nikolai Minsky đã giải thích câu chuyện như "một giai điệu" nói về xã hội 'suy đồi', khiến phần lớn Chekhov nhận thấy 'sự thờ ơ' đối với các nhân vật của mình. Akim Volynsky giải thích câu chuyện như một bài "thánh ca" nói về về 'một người đàn ông kì quặc'. 
Nhìn lại, phân tích thực sự sâu sắc đầu tiên về nhân vật Belikov liên quan đến bầu không khí chính trị và xã hội ở Nga vào thời điểm đó. Angel Bogdanovich đã ca ngợi Chekhov vì đã khám phá ra một cái mới là viết về xã hội hiện thực. Tuy nhiên, Bogdanovich vẫn coi câu chuyện là hoàn toàn bi quan và phàn nàn về tư duy 'bệnh hoạn' của tác giả đã ngăn cản ông trở thành một nhà hiện thực vĩ đại thực sự. Trong khi đó Alexander Skabichevsky đã công nhận Chekhov không chỉ là một nghệ sĩ giỏi mà còn là một nhà bình luận xã hội sắc sảo. Ông đã đánh giá nhân vật Belikov ngay trên đó với những sáng tạo đáng nhớ nhất của Gogol và Goncharov.
Tại Việt Nam, nhà văn Nguyễn Tuân từng ca ngợi rằng: 
| “ | Truyện Belikov là một áng văn đả kích lên đến tuyệt đỉnh: hình thù, tên họ nhân vật đã thành một cái sự, đã thành một hình dung từ ngày nay vẫn còn tác dụng lớn. | ” |